# Llista d'estats sobirans del 1945

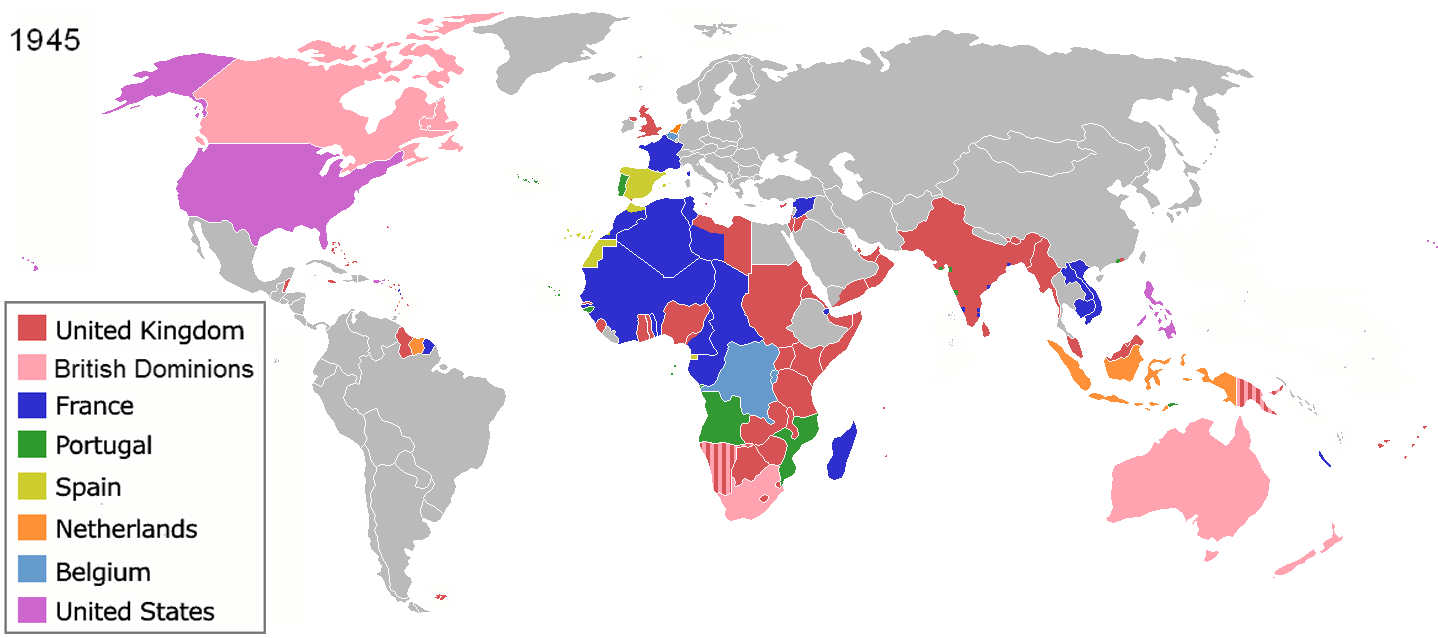
Mapa del món el 1945

## Estats sobirans

### A
- Afganistan – Regne de l'Afganistan
- Albània – Albania
- Alemanya – Gran Imperi Alemany (fins al 5 de juliol)[1]
- Andorra – Principat d'Andorra
- Aràbia Saudita – Regne de l'Aràbia Saudita
- Argentina – República de l'Argentina
- Austràlia – Commonwealth d'Austràlia

### B
- Bèlgica – Regne de Bèlgica
- Bolívia – República de Bolívia
- Brasil – República dels Estats Units del Brasil
- Bulgària – Regne de Bulgària

### C
- Canadà – Domini del Canadà
- Colòmbia – República de Colòmbia
- Corea – República Popular de Corea (de l'agost al 15 de setembre)
- Costa Rica– República de Costa Rica
- Cuba – República de Cuba

### D
- Dinamarca – Regne de Dinamarca (des del 5 de maig)
- República Dominicana

### E
- Egipte – Regne d'Egipte
- Equador – República de l'Equador
- Espanya – Estat espanyol
- Estats Units – Estats Units d'Amèrica
- Etiòpia – Imperi d'Etiòpia

### F
- Finlàndia – República de Finlàndia
- França – República Francesa

### G
- Grècia – Regne de Grècia
- Guatemala – República de Guatemala

### H
- Haití – República d'Haití
- Hondures – República d'Hondures
- Hongria – Regne d'Hongria

### I
- Iemen – Regne Mutawakkilita del Iemen
- Indonèsia – República d'Indonèsia (des del 17 d'agost)
- Iran – Regne de l'Iran
- Iraq – Regne de l'Iraq
- Irlanda – Irlanda
- Islàndia – República d'Islàndia[2]
- Regne d'Itàlia
- Iugoslàvia – Federació Democràtica de Iugoslàvia

### J
- Japó – Imperi del Japó (fins al 2 de setembre)[3]

### L
- Líban – República Libanesa[4]
- Libèria – República de Libèria
- Liechtenstein – Principat de Liechtenstein
- Luxemburg – Gran Ducat de Luxemburg

### M
- Mèxic – Estats Units Mexicans
- Mònaco – Principat de Mònaco
- Mongòlia – República Popular de Mongòlia[5]

### N
- Nepal – Regne del Nepal
- Nicaragua – República de Nicaragua
- Noruega – Regne de Noruega (des del 9 de maig)
- Nova Zelanda - Domini de Nova Zelanda

### P
- Països Baixos – Regne dels Països Baixos (des del 5 de maig)
- Panamà – República del Panamà
- Paraguai – República del Paraguai
- Perú – República Peruana
- Polònia – República de Polònia (des del 28 de juny)
- Portugal – República Portuguesa

### R
- Regne Unit – Regne Unit de la Gran Bretanya i Irlanda del Nord
- Romania – Regne de Romania

### S
- El Salvador – República del Salvador
- San Marino – Sereníssima República de San Marino[6]
- Sud-àfrica – Unió de Sud-àfrica
- Suècia – Regne de Suècia
- Suïssa – Confederació suïssa

### T
- Tailàndia – Regne de Tailàndia
- Terranova – Domini de Terranova
- Turquia – República de Turquia
- Txecoslovàquia – República Txecoslovaca (des del 3 d'abril)

### U
- Unió Soviètica – Unió de Repúbliques Socialistes Soviètiques[7]
- Uruguai – República Oriental de l'Uruguai

### V
- Ciutat del Vaticà – Estat de la Ciutat del Vaticà[8][9][10]
- Veneçuela – Estats Units de Veneçuela[11]
- Vietnam – República Democràtica del Vietnam (des del 2 de setembre)

### X
- Xile – República de Xile
- República de la Xina

## Estats que proclamen la sobirania
- Azerbaidjan – Govern Popular de l'Azerbaidjan (des del 12 de desembre)
- Birmània – Estat de Birmània (fins al 27 de març)
- Cambodia – Regne de Cambodja (del 18 de març al 16 d'octubre)
- Croàcia – Estat Independent de Croàcia (fins al maig)[12]
- Eslovàquia – República Eslovaca (fins al 4 d'abril)
- Filipines – República de les Filipines (fins al 17 d'agost)
- Índia – Govern Provisional de l'Índia Lliure (fins al 18 d'agost)
- República Social Italiana – República Social Italiana (fins al 25 d'abril)[13]
- Laos – Regne de Laos (del 8 d'abril al 23 de setembre)
- Manxukuo – Gran Imperi Manxú (fins al 15 d'agost)[14]
- Mengjiang – Govern Unit Autònom de Mengjiang (fins al 10 de setembre)
- Règim de Nanjing – República de la Xina (fins al 9 de setembre)
- Turquestan Oriental – República del Turquestan Oriental
- Tibet – Tibet
- Vietnam – Imperi del Vietnam (de l'11 de març al 23 d'agost)